# Little Dark Age
Albums de MGMT
MGMT
(2013)
Singles
1. Little Dark Age
Sortie : 17 octobre 2017[3]
2. When You Die
Sortie : December 12, 2017
3. Hand It Over
Sortie : January 5, 2018
4. Me and Michael
Sortie : February 7, 2018

Little Dark Age est le quatrième album studio du groupe américain MGMT, sorti en 2018.

## Production
Dans une interview, les créateurs déclarent que l'enregistrement commence en 2016.

## Sortie
L'album sort en 2018.

## Liste des titres
Toutes les paroles sont écrites par Andrew VanWyngarden, toute la musique est composée par VanWyngarden et Ben Goldwasser, sauf exceptions notées.
| 1.    | She Works Out Too Much |                                                                           | 4:38 |
| 2.    | Little Dark Age        |                                                                           | 4:59 |
| 3.    | When You Die           | - VanWyngarden - Goldwasser - Pink                                        | 4:23 |
| 4.    | Me and Michael         |                                                                           | 4:49 |
| 5.    | TSLAMP                 | - VanWyngarden - Goldwasser - James Richardson                            | 4:29 |
| 6.    | James                  |                                                                           | 3:52 |
| 7.    | Days That Got Away     | - VanWyngarden - Goldwasser - Jonathan Patrick Wimberly - Connan Mockasin | 4:44 |
| 8.    | One Thing Left to Try  |                                                                           | 4:20 |
| 9.    | When You're Small      | - VanWyngarden - Goldwasser - Richardson                                  | 3:30 |
| 10.   | Hand It Over           |                                                                           | 4:14 |
| 44:25 |                        |                                                                           |      |

## Réception critique
L'album est largement salué par la critique. Sur Metacritic, qui assigne une moyenne sur 100 basée sur des critiques de professionnels, l'album reçoit une note de 77, d'après 24 critiques. Pour Olivier Lamm, de Libération, « l’album présente une musique plus idiosyncrasique, iconoclaste et vivante que jamais », dont l'influence « eighties et blue-eyed soul britannique » est indéniable. Pour Les Inrocks, MGMT est « enfin de retour à son niveau » avec ce quatrième opus.
D'après Mike Greenhaus : « Little Dark Age n’est pas tant un retour complet à la forme qu’un reboot après la plus longue période de dormance de la carrière de MGMT. ».